# 小川拓朗
小川 拓朗（おがわ たくろう、1995年9月11日 - ）は、日本の元ラグビー選手。

## プロフィール
- 兵庫県川西市出身。
- 現役時代のポジションはロック(LO)。
- 身長 180cm、体重 95kg
- ニックネームはタクロー。

## 略歴
幼稚園からラグビーを始めた。
2014年、西大和学園高等学校を卒業後、京都大学に入学。
2017年、京都大学ラグビー部の副将に就任。
2018年、京都大学医学部人間健康科学科を卒業。
2020年、京都大学大学院医学研究科人間健康科学系専攻修士課程を修了後、清水建設ブルーシャークス（現・清水建設江東ブルーシャークス）に加入。
2023年、現役を引退した。